# Ольшова-Дроґа
Ольшова-Дроґа (пол. Olszowa Droga) — село в Польщі, у гміні Ґоньондз Монецького повіту Підляського воєводства.
Населення — 30 осіб (2011).
У 1975-1998 роках село належало до Ломжинського воєводства.

## Демографія
Демографічна структура станом на 31 березня 2011 року:
|          | Загалом | Допрацездатний вік | Працездатний вік | Постпрацездатний вік |
| -------- | ------- | ------------------ | ---------------- | -------------------- |
| Чоловіки | 18      | 0                  | 15               | 3                    |
| Жінки    | 12      | 1                  | 9                | 2                    |
| Разом    | 30      | 1                  | 24               | 5                    |